# Вулиця Козлова (Сімферополь)
Вулиця Козлова (крим. Kozlov soqağı) — вулиця в Сімферополі, в Центральному районі міста. Історична назва — Малоcадова.

## Опис
Загальна протяжність вулиці становить 1,83 км.
Пролягає від перехрестя з вулицею Пушкіна до перехрестя з вулицею Ангарська.
Прилучаються площі Амет-Хана Султана та Спортивна, вулиці Севастопольська, Караїмська, Червонопрапорна, Клари Цеткін, Футболістів, Бахчисарайська, Старозенітна, Російська, Чорноморська, провулки Козлова та Чорноморський.
Транспорт: автобуси № 6, 7, 8, 12, 93 та 99, тролейбуси № 4, 7 та 9.
На вулиці розташований Центральний ринок, ринок «Світлофор» та Собор св. Володимира та Ольги Кримської єпархії ПЦУ.

## Історія
Цій вулиці в Сімферополі, якщо враховувати її колишні назви, близько 200 років. Спочатку вона називалась Мало-Садова, пізніше Ново-Садова. Така згадка, згідно з даними краєзнавців зустрічається з 1824 року.
Але 16 липня 1957 року її перейменували в пам'ять неоднозначної особистості — секретаря підпільного міськкому комуністичної партії Сімферополя (1943—1944 р.), письменника Івана Козлова. Відомий кримський краєзнавець Володимир Поляков в одній з робіт зазначає, що Іван Козлов у своїй книзі «У Кримському підпіллі» спотворив історію боротьби під час Другої світової війни.
За даними активістів кримськотатарського руху, Козлов, поряд з іншим автором Іллею Вергасовим (книга «В горах Таврії») «наклепницьки виступають проти цілого народу — кримських татар, безсоромно називають десятки тисяч учасників… війни і партизан кримських татар зрадниками Батьківщини». Водночас у книгах не згадується жодне прізвище членів і керівників підпільних груп і бійців, командирів партизанських загонів — кримських татар. Представники кримськотатарського народу після масового повернення до Криму вимагали вилучити назву вулиці Козлова. Але влада міста проігнорувала побажання.

## Рекомендована література
- Поляков В. Е. Улицы Симферополя. — Симферополь: Таврида, 1994.
- В. А. Широков «Симферополь. Улицы и дома рассказывают: История Симферополя».